# 「獻給追憶的你們」～AKB48全體總動員公演～
「獻給追憶的你們」～AKB48全體總動員公演～（日语：「思い出せる君たちへ」～AKB48グループ全公演～）是日本組合AKB48在2013年5月2日至2013年5月25日於TOKYO DOME CITY HALL舉行的演唱會，其中成員會演表演歷代的AKB48劇場公演曲目。AKB48曾於上年舉辦同類演唱會「獻給錯過的你們2」～AKB48全體總動員公演～。除了AKB48自身外，其姊妹組合SKE48、NMB48、HKT48以及已解散的SDN48也有參與這次演唱會；曲目亦不限於AKB48的原創曲目，例如5月24日的「彈珠汽水的飲用方法」就是屬於SKE48 Team KII的原創曲目。

## 曲目
| 日期                    | 公演                                     | 成員 |
| ----------------------- | ---------------------------------------- | --- |
| 2013年5月2日            | Team A 1st Stage「PARTY開始了」          | 菊地彩香、篠田麻里子、高橋南、横山由依 渡邊麻友、秋元才加、板野友美、大島優子 北原里英、小林香菜、松原夏海、梅田彩佳 柏木由紀、片山陽加、小嶋陽菜、宮澤佐江（SNH48）                                      |
| 2013年5月3日[※2回公演]  | Team S 2nd Stage「手牽手」               | 大矢真那、加藤琉美、木崎由里亞、鬼頭桃菜 木下有希子、菅なな子、須田亞香里、出口陽 中西優香、松井珠理奈、松井玲奈、市野成美 江籠裕奈、新土居沙也加、二村春香、宮前杏實                                     |
| 2013年5月4日[※2回公演]  | Team S 3rd Stage「制服之芽」             | 大矢真那、加藤琉美、木崎由里亞、北原里英 鬼頭桃菜、木下有希子、菅なな子、須田亞香里 出口陽、中西優香、松井珠理奈、松井玲奈 江籠裕奈、新土居沙也加、二村春香、宮前杏實                                     |
| 2013年5月5日            | Team K 3rd Stage「腦內天堂」             | 川栄李奈、森川彩香、秋元才加、阿部瑪利亞 大島優子、小林香菜、島田晴香、鈴木紫帆里 藤田奈那、松原夏海、武藤十夢、梅田彩佳 名取稚菜、大森美優、佐佐木優佳里、 宮澤佐江（SNH48）                             |
| 2013年5月6日[※2回公演]  | Team A 2nd Stage「想見你」               | 赤澤萌乃、石塚朱莉、井尻晏菜、植田碧麗 梅原真子、太田夢莉、加藤夕夏、上枝恵美加 日下木之實、久代梨奈、黒川葉月、河野早紀 小林莉加子、室加奈子、藪下柊、三浦亞莉沙                                         |
| 2013年5月7日            | 向日葵組 2nd Stage「不要讓夢想死去」     | 菊地彩香、松井咲子、倉持明日香、小林香菜 佐藤亞美菜、近野莉菜、中田千智、前田亞美 松原夏海、宮崎美穂、石田晴香、大家志津香 片山陽加、小森美果、藤江麗奈、多田愛佳（HKT48）                                |
| 2013年5月8日            | Team B 3rd Stage「睡衣兜風」             | 大森美優、平田梨奈、相笠萌、岩立沙穂 梅田綾乃、岡田彩花、北澤早紀、篠崎彩奈 高島祐利奈、村山彩希、茂木忍、内山奈月 岡田奈奈、小嶋真子、西野未姫、橋本耀                                                   |
| 2013年5月9日            | Team A 4th Stage「正在戀愛中」           | 篠田麻里子、高橋南、中塚智實、板野友美 内田眞由美、北原里英、佐藤亞美菜、近野莉菜 石田晴香、大家志津香、小嶋陽菜、藤江麗奈 佐佐木優佳里、平田梨奈、 峯岸南、中西優香（SKE48）                             |
| 2013年5月10日           | Team K Waiting 公演                      | 秋元才加、阿部瑪利亞、板野友美、内田眞由美 大島優子、北原里英、倉持明日香、島田晴香 鈴木紫帆里、中田千智、永尾瑪利亞、藤田奈那 前田亞美、松井珠理奈、宮崎美穂、武藤十夢                                   |
| 2013年5月11日[※2回公演] | Team H「博多傳奇」                       | 穴井千尋、植木南央、多田愛佳、熊沢世莉奈 兒玉遥、指原莉乃、下野由貴、田中菜津美 中西智代梨、松岡菜摘、宮脇咲良、村重杏奈 本村碧唯、森保圓、若田部遥、朝長美桜                                             |
| 2013年5月12日[※2回公演] | Team A 6th Stage「目擊者」               | 伊豆田莉奈、篠田麻里子、高橋南、森川彩香 倉持明日香、中田千智、前田亞美、松原夏海 武藤十夢、岩佐美咲、大場美奈、大家志津香 片山陽加、小嶋陽菜、高城亞樹（JKT48）、仲川遥香（JKT48）                       |
| 2013年5月13日           | Team B Waiting 公演                      | 石田晴香、市川美織、岩佐美咲、梅田彩佳 大場美奈、大家志津香、柏木由紀、片山陽加 加藤玲奈、小嶋菜月、小嶋陽菜、島崎遥香 竹内美宥、名取稚菜、藤江麗奈、山内鈴蘭                                             |
| 2013年5月14日           | Team A 5th Stage「戀愛禁止條例」         | 大島涼花、相笠萌、岩立沙穂、梅田綾乃 岡田彩花、北澤早紀、篠崎彩奈、高島祐利奈 村山彩希、茂木忍、内山奈月、岡田奈奈 小嶋真子、西野未姫、橋本耀、前田美月                                                   |
| 2013年5月15日           | Team B 5th Stage「劇場的女神」           | 佐藤堇、田野優花、渡邊麻友、北原里英 小林香菜、佐藤亞美菜、鈴木紫帆里、近野莉菜 宮崎美穂、石田晴香、市川美織、柏木由紀 小嶋菜月、小森美果、渡邊美優紀、鈴木瑪莉亞（SNH48）                                |
| 2012年5月16日           | Team B 4th Stage「偶像的黎明」           | 東由樹、沖田彩華、川上礼奈、木下百花 小柳有沙、島田玲奈、高野祐衣、谷川愛梨 三田麻央、村上文香、村瀬紗英、矢倉楓子 山岸奈津美、山本瞳、與儀凱拉、西村愛華                                                 |
| 2013年5月17日           | Team K 2nd Stage「青春女孩」             | 小笠原茉由、門脇佳奈子、岸野里香、木下春奈 近藤里奈、上西恵、小谷里歩、白間美瑠 山口夕輝、山田菜菜、山本彩、横山由依 吉田朱里、渡邊美優紀、古賀成美、林萌萌香                                             |
| 2013年5月18日[※2回公演] | Team A 3rd Stage「為了誰」               | 小笠原茉由、門脇佳奈子、岸野里香、木下春奈、近藤里奈、上西恵、小谷里歩、白間美瑠、山口夕輝、山田菜菜、山本彩、横山由依、吉田朱里、渡邊美優紀、古賀成美、林萌萌香                                          |
| 2013年5月19日[※2回公演] | 向日葵組 1st Stage「我的太陽」           | 阿部瑪利亞、市川美織、入山杏奈、岩田華怜 大場美奈、加藤玲奈、川榮李奈、島崎遙香 島田晴香、高橋朱里、竹内美宥、田野優花 仲俁汐里、中村麻里子、永尾瑪利亞、山內鈴蘭                                         |
| 2013年5月20日           | Team K 4th Stage「最終鐘聲鳴響」         | 小林茉里奈、秋元才加、内田眞由美、大島優子 北原里英、倉持明日香、小林香菜、近野莉菜 藤田奈那、松原夏海、石田晴香、梅田彩佳 大家志津香、中村麻里子、相笠萌、宮澤佐江（SNH48）                              |
| 2013年5月21日           | Team A Waiting 公演                      | 伊豆田莉奈、入山杏奈、岩田華怜、大島涼花 川栄李奈、菊地彩香、小谷里歩、小林茉里奈 佐藤堇、篠田麻里子、高橋朱里、高橋南 田野優花、松井咲子、横山由依、渡邊麻友                                             |
| 2013年5月22日           | Team K 6th Stage「RESET」                | 菊地彩香、中塚智實、松井咲子、横山由依 秋元才加、板野友美、内田眞由美、大島優子 松井珠理奈、武藤十夢、梅田彩佳、田名部生来 野中美郷、藤江麗奈、峯岸南、宮澤佐江（SNH48）                                  |
| 2013年5月23日           | Team K 5th Stage「引體後空翻」           | 磯原杏華、内山命、梅本圓、金子栞 木本花音、小林亞實、斉藤真木子、酒井萌衣 柴田阿弥、高木由麻奈、竹内舞、都築里佳 古畑奈和、山下由加里、岩永亞美、新土居沙也加                                             |
| 2013年5月24日           | Team KII 3rd Stage「彈珠汽水的飲用方法」 | 阿比留李帆、井口栞里、石田安奈、加藤智子 後藤理沙子、佐藤聖羅、佐藤實絵子、高柳明音 古川愛李、松本梨奈、向田茉夏、矢方美紀 山田澪花、江籠裕奈、大脇有紗、山田瑞穗                                         |
| 2013年5月25日[日公演]   | SDN48 1st Stage「誘惑的吊襪帶」          | 前SDN48 相川友希、亞希子、伊東愛、大山愛未 木川瑠美（旧:松島瑠美）、木本夕貴、光上慧愛蘭、KONAN 駒谷仁美、尻無浜冴美、Shiyon、高橋由衣 戸島花、NaChu（MC）、奈津子、福田朱子 藤社優美、細田海友           |
| 2012年5月25日[夜公演]   | SDN48 1st Stage「誘惑的吊襪帶」          | 前SDN48 今吉惠、梅田悠、浦野一美、大河内美紗 大堀恵、甲斐田樹里、加藤雅美、河内麻沙美 小原春香、佐藤由加理、Shiyon、芹那 陳屈、津田麻莉奈（MC）、NaChu、西国原礼子 野呂佳代、畠山智妃、藤社優美、三井裕美 |

註釋：

2回公演：日夜公演各一場

沒特別註明的均是一場夜公演

日公演：13:30開演

夜公演：18:30開演

## 外部連結
- 官方網站 （页面存档备份，存于）（日語）